# Zora distincta
Espèce
Zora distincta est une espèce d'araignées aranéomorphes de la famille des Miturgidae.

## Distribution
Cette espèce se rencontre en Pologne, en Tchéquie, en Slovaquie, en Ukraine et en Roumanie.

## Publication originale
- Kulczyński, 1915 : « Fragmenta arachnologica, XVIII. » Bulletin international de l'Académie des Sciences de Cracovie, Classe des Sciences Mathématiques et Naturelles, vol. 1915, p. 897-942.